# Mthatha
Mthatha (bivši Umtata) je grad u Južnoafričkoj Republici, na obalama rijeke Mtata.
Osnovan je 1879. u zemlji naroda Xhosa. Od 1976. do 1994. je bio glavni grad nekadašnje republike Transkei, a danas je dio provincije Eastern Cape. Mthatha je poznata po muzeju Nelsona Mandele (Nelson Rolihlahla Mandela), koji se rodio 18. srpnja 1918. u obližnjem selu Mwezo, kao pripadnik klana Madiba. Regionalni trgovački centar ruralnog kraja.  

## Vanjske poveznice
- Umtata  Arhivirana inačica izvorne stranice od 2. svibnja 2007. (Wayback Machine)